# ROSAT
ROSAT（ROentgen SATellite）は1990年代に運用されていたドイツのX線観測衛星。ドイツではヴィルヘルム・レントゲンに因みX線はレントゲンシュトラーレンと呼ばれており、これに由来して衛星の名前もレントゲンサテリット（Röntgensatellit）とされ、この略称としてROSATとよばれる。1990年6月1日にデルタIIによってケープカナベラルから打ち上げられた。当初は5年の計画であったが、1999年の2月12日までの8年間を超える期間運用された。
2011年2月26日、ドイツのニュースマガジンデア・シュピーゲルはドイツ政府が2400kgのRASATはその構造にセラミックやガラスが多く利用されていることから再突入の間に燃え尽きそうにないという研究結果を持っていると報告した。ドイツ航空宇宙センターの情報によれば2011年10月22日から23日にかけて、1600kgに上る重さの破片が落下する可能性があるとされた。これらのことから、人間に当たる確率は1/2000と見積もられ、一時騒動になった。
ROSATは2011年10月23日の午前10時ごろ、ベンガル湾上空で大気圏に再突入した。当初考えられていたように人間へ当たることなく無事に燃え尽きたとされる。

## 諸元
- 大きさ：2.38m× 2.13m × 4.50m
- 重さ：2426kg

## 観測機器
- X線望遠鏡(X-ray Telescope: XRT)
- PSPC(Position Sensitive Proportional Counters) 2基
- 高解像度X線撮像装置(High Resolution Imager: HRI)
- 広視野紫外線カメラ(Wide Field Camera: WFC)

## 功績
- X線全点掃天カタログ(15万星）
- 極端紫外線の全点掃天カタログ(479星)
- 超新星爆発残余物とクラスター星雲の細部の形態学
- 分子星雲のX線放射の影の探知
- ジェミンガからのパルスの探知
- 孤立した中性子星の探知
- 彗星からのX線放射の発見
- シューメーカー・レヴィ第9彗星の木星衝突崩壊時のX線放射の観測

### 天体カタログ
1RXS - ROSATによる観測結果から作られたX線で探知できる範囲の星図。

## 設計の変更
ROSATはもともとスペースシャトルによって打ち上げられる予定であったが、チャレンジャー号爆発事故が起こった後にデルタ IIロケットでの打上げに切り替えられた。このため、太陽電池パネルがロケットのフェアリング内に収容できるようにするため3分割にするなどの設計変更が行われた。

## 運用停止と再突入
ROSATは5年間のミッションで設計されていたが、故障してミッションを終えるまで4年間ミッションを延長した。1999年2月12日に最終的に運用が停止された。
1990年に打ち上げられた時には高度580km、軌道傾斜角53度の軌道を周回していた。その後、大気抵抗により徐々に高度が下がり、2011年9月には高度270kmにまで低下しており、2011年10月末には大気圏に再突入すると予想された。
2011年9月24日にNASAの上層大気観測衛星UARSが制御不能のまま南太平洋に落下して騒動になったが、UARSが落下して人に当たる確率は1/3200であったのに対して、ROSATの場合の確率は1/2000とより高かった。リスクが高くなった原因は、X線望遠鏡のミラーがしっかりとシールドされているためで、このミラーと支持構造用の炭素強化繊維構造が再突入時の高熱にも耐えられるため燃え尽きずに落下すると予想された。予測によれば、最大30個の破片が燃え残り、その重量は1.6トンに達する(UARSの場合は26個で532kgが燃え残ると予想されていた)。燃え尽きずに落下すると予想される最大の破片はX線望遠鏡の反射ミラーであり、これはかなり耐熱性を有している。運用を終了し制御不能な状態のため、正確な落下位置と落下時刻は予測できない。太陽活動の影響により大気抵抗は日々変動するため、落下前日になってようやく+/-5時間の範囲にまで予測が絞りこめるレベルとなる。
突入が近づくにつれ騒動となり、日本の文部科学省も突入に関する声明が出したほか、上空を通る回数などが求められた。
しかし、上記のような騒動とは対照的にROSATは2011年10月23日の午前10時ごろにベンガル湾上空で再突入を行い、当初考えられていたように人間へ当たることもなく、被害は報告されなかった。現在の衛星は再突入時に燃え尽きることが考慮に入れられているとされる。
なお、ROSAT再突入時の破片落下で、人に当たらなくても衝撃による巻き添えを食らったり家屋などに多大な被害を与えるのではないかと隕石落下のSF映画をイメージして恐れた人たちもいたが、質量が小さいほど落下中の空気抵抗で大きく減速されるため、ROSATのデブリの場合でも地上への落下速度は最大で約450km/hと予想されていた。